# Mariä Verkündigung (Borgholz)

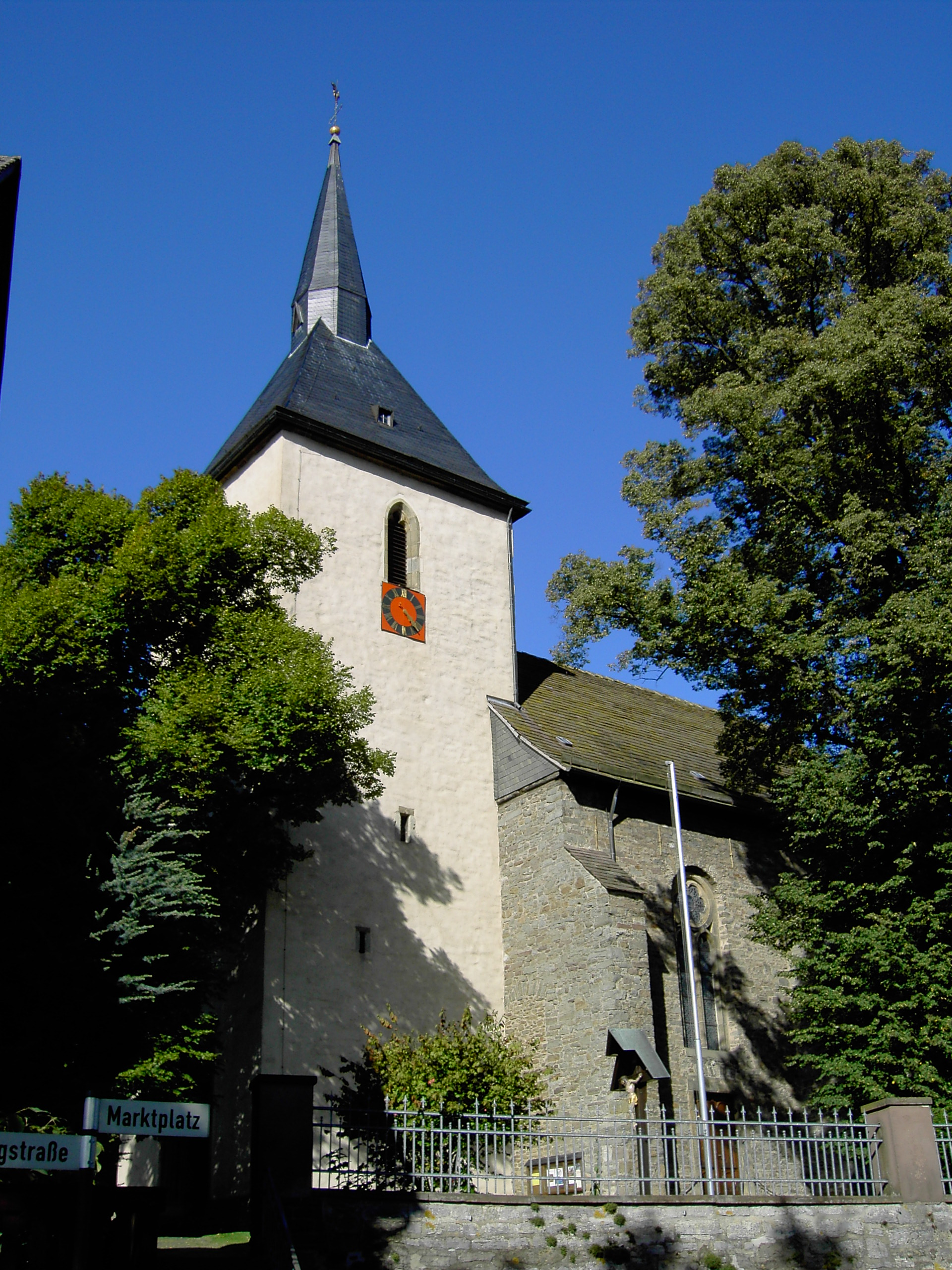
Mariä Verkündigung

Die katholische Pfarrkirche Mariä Verkündigung ist ein denkmalgeschütztes Kirchengebäude in Borgholz, einem Ortsteil der Stadt Borgentreich im Kreis Höxter in Nordrhein-Westfalen.

## Geschichte und Architektur

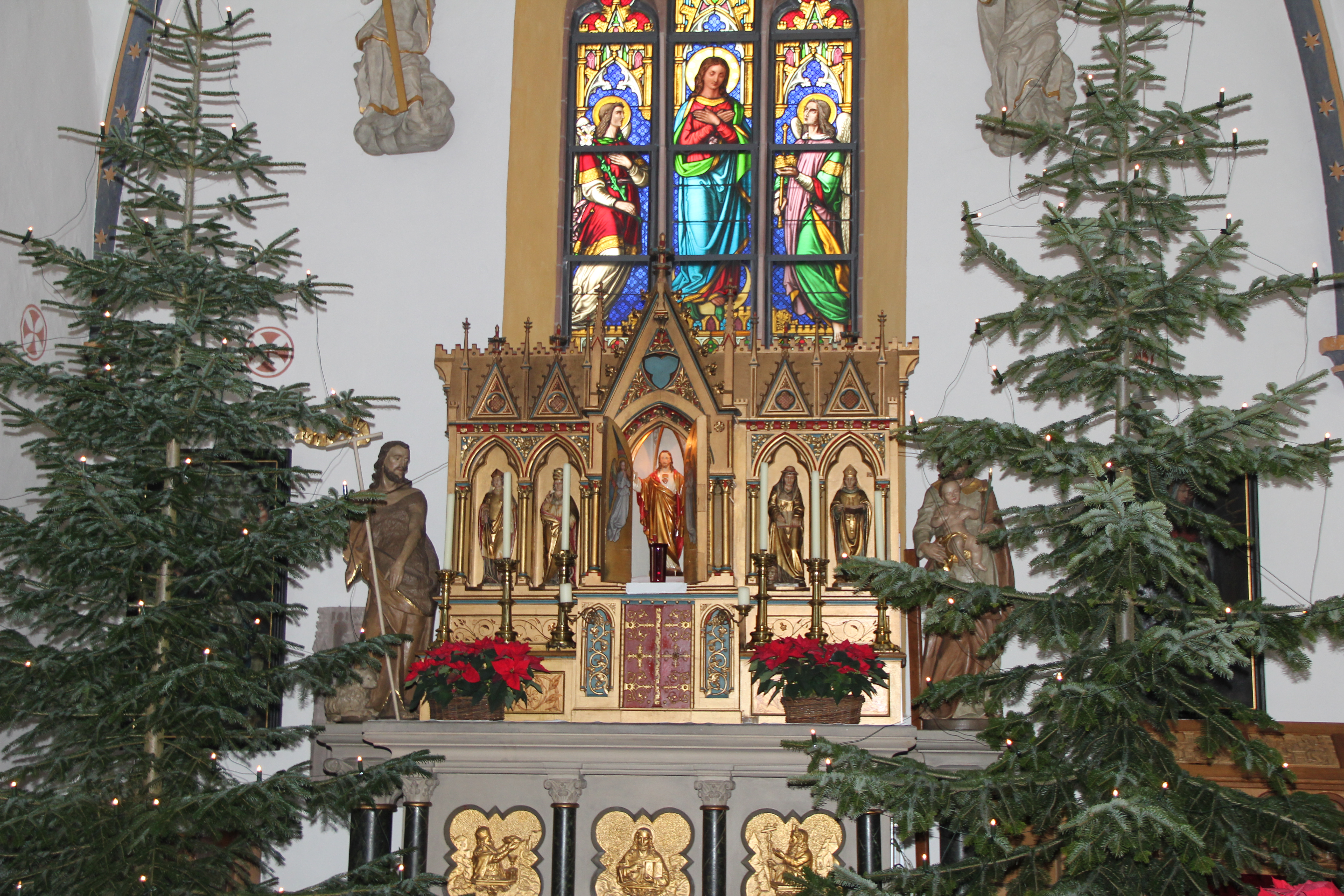
Chorraum mit Hochaltar in der Weihnachtszeit

Die Kirche  ist als Pfarre erstmals 1295 urkundlich erwähnt. 
Das Kirchenschiff wurde von 1702 bis 1706 umgebaut. Der rechteckige Chor ist ebenso wie das Turmportal mit 1430 bezeichnet. Der Westturm ist frühgotisch. Im Gebäude stehen Kirchenbänke mit geschnitzten Wangen von 1700.